# Lijst van onroerend erfgoed in Sint-Pieters-Leeuw
Een overzicht van het onroerend erfgoed in de gemeente Sint-Pieters-Leeuw. Het onroerend erfgoed maakt onderdeel uit van het cultureel erfgoed in België.

## Bouwkundig erfgoed
| Object                                                                       | Erfgoedstatus?         | Bouwjaar of architect     | Deelgemeente          | Adres                                                            | Coördinaten                   | Nummer? | Afbeelding                                                                   |
| ---------------------------------------------------------------------------- | ---------------------- | ------------------------- | --------------------- | ---------------------------------------------------------------- | ----------------------------- | ------- | ---------------------------------------------------------------------------- |
| Parochiekerk Sint-Pieter met omringend kerkhof                               | Monument               |                           | Sint-Pieters-Leeuw    | Rink                                                             | 50° 46' 45" NB, 4° 14' 37" OL | 40621   | Parochiekerk Sint-Pieter met omringend kerkhof                               |
| Maria-Magdalenakapel                                                         |                        |                           | Sint-Pieters-Leeuw    | Jan Baptist Cardijnstraat                                        | 50° 45' 41" NB, 4° 13' 48" OL | 40622   | Maria-Magdalenakapel                                                         |
| Wegkapel Onze-Lieve-Vrouw van Lourdes                                        |                        |                           | Sint-Pieters-Leeuw    | Oudenakenstraat                                                  | 50° 46' 38" NB, 4° 13' 43" OL | 40623   | Wegkapel Onze-Lieve-Vrouw van Lourdes                                        |
| Kapel van het Heilig Kruis                                                   |                        |                           | Sint-Pieters-Leeuw    | Pastorijstraat                                                   | 50° 46' 52" NB, 4° 14' 45" OL | 40624   | Kapel van het Heilig Kruis                                                   |
| Kasteel Coloma                                                               |                        |                           | Sint-Pieters-Leeuw    | Joseph Depauwstraat 25-27                                        | 50° 46' 44" NB, 4° 14' 57" OL | 40625   | Kasteel Coloma                                                               |
| Landhuis                                                                     |                        |                           | Sint-Pieters-Leeuw    | Joseph Depauwstraat 11                                           | 50° 46' 44" NB, 4° 14' 46" OL | 40626   | Landhuis                                                                     |
| Gesloten hoeve Hof ter Heide                                                 |                        |                           | Sint-Pieters-Leeuw    | Bosveldbaan 2                                                    | 50° 46' 16" NB, 4° 13' 40" OL | 40629   | Gesloten hoeve Hof ter Heide                                                 |
| Rattenkasteeltje                                                             |                        |                           | Sint-Pieters-Leeuw    | Bosveldbaan 51                                                   | 50° 46' 11" NB, 4° 13' 17" OL | 40630   | Rattenkasteeltje                                                             |
| Hoeve Hof ten Beygaerden                                                     |                        |                           | Sint-Pieters-Leeuw    | Hoogstraat 151                                                   | 50° 46' 58" NB, 4° 13' 27" OL | 40635   | Hoeve Hof ten Beygaerden                                                     |
| Watermolen van Volsem                                                        | Monument               |                           | Sint-Pieters-Leeuw    | Victor Nonnemanstraat 34, 32B                                    | 50° 47' 5" NB, 4° 14' 40" OL  | 40636   | Watermolen van Volsem                                                        |
| Boerenburgerhuis                                                             |                        |                           | Sint-Pieters-Leeuw    | Victor Nonnemanstraat 36                                         | 50° 47' 6" NB, 4° 14' 39" OL  | 40637   | Boerenburgerhuis                                                             |
| Hoeve in L-vorm                                                              |                        |                           | Sint-Pieters-Leeuw    | Pijnbroekstraat 152-156                                          | 50° 45' 56" NB, 4° 14' 10" OL | 40640   | Hoeve in L-vorm                                                              |
| Gesloten hoeve Hof te Vosholen                                               |                        |                           | Sint-Pieters-Leeuw    | Pijnbroekstraat 155                                              | 50° 45' 51" NB, 4° 14' 12" OL | 40641   | Gesloten hoeve Hof te Vosholen                                               |
| Gesloten hoeve Hof van Heffen                                                |                        |                           | Sint-Pieters-Leeuw    | Rink 14                                                          | 50° 46' 45" NB, 4° 14' 42" OL | 40642   | Gesloten hoeve Hof van Heffen                                                |
| Hoekpand                                                                     |                        |                           | Sint-Pieters-Leeuw    | Rink 15                                                          | 50° 46' 44" NB, 4° 14' 40" OL | 40643   | Hoekpand                                                                     |
| Hoeve                                                                        |                        |                           | Sint-Pieters-Leeuw    | Bergensesteenweg 219                                             | 50° 47' 46" NB, 4° 17' 10" OL | 40647   | Hoeve                                                                        |
| Abdijhoeve Ten Brukom                                                        | Monument               |                           | Sint-Pieters-Leeuw    | Bergensesteenweg 711                                             | 50° 45' 56" NB, 4° 15' 14" OL | 40648   | Abdijhoeve Ten Brukom                                                        |
| Pachthof Mechelsgat                                                          |                        |                           | Sint-Pieters-Leeuw    | Pepingensesteenweg 229-1                                         | 50° 45' 36" NB, 4° 13' 2" OL  | 40651   | Pachthof Mechelsgat                                                          |
| Hoeve Gaspeldoornhof                                                         |                        |                           | Sint-Pieters-Leeuw    | Vlezenbeeklaan 33                                                | 50° 47' 28" NB, 4° 14' 30" OL | 40654   | Hoeve Gaspeldoornhof                                                         |
| Priorij van Klein Bijgaarden                                                 |                        |                           | Sint-Pieters-Leeuw    | Klein-Bijgaardenstraat                                           | 50° 47' 57" NB, 4° 16' 59" OL | 40655   | Priorij van Klein Bijgaarden                                                 |
| Personeelswoningen                                                           |                        |                           | Sint-Pieters-Leeuw    | Klein-Bijgaardenstraat 8-20                                      | 50° 48' 1" NB, 4° 16' 51" OL  | 40656   | Personeelswoningen                                                           |
| Parochiekerk Sint-Pieters-Banden                                             |                        | 1911 Chrétien Veraart     | Oudenaken             | Baasbergstraat                                                   | 50° 46' 51" NB, 4° 11' 58" OL | 40657   | Parochiekerk Sint-Pieters-Banden                                             |
| Hoeve Zwaenhofstede                                                          |                        |                           | Oudenaken             | Baasbergstraat 65-67                                             | 50° 46' 49" NB, 4° 11' 55" OL | 40658   | Hoeve Zwaenhofstede                                                          |
| Arbeiderswoningen                                                            |                        |                           | Ruisbroek             | Fabriekstraat 221-237                                            | 50° 46' 50" NB, 4° 17' 18" OL | 40664   | Arbeiderswoningen                                                            |
| Burgerhuizen                                                                 |                        |                           | Ruisbroek             | Kerkplein 5, 39                                                  | 50° 47' 23" NB, 4° 17' 52" OL | 40665   | Upload foto                                                                  |
| Dorpswoningen                                                                |                        |                           | Ruisbroek             | Kerkplein 8-12, 9-13                                             | 50° 47' 26" NB, 4° 17' 54" OL | 40666   | Dorpswoningen                                                                |
| Parochiekerk Sint-Laurentius                                                 | Monument               |                           | Sint-Laureins-Berchem | Sint-Laureinsstraat                                              | 50° 47' 17" NB, 4° 11' 53" OL | 40672   | Parochiekerk Sint-Laurentius                                                 |
| Woonstalhuis                                                                 |                        |                           | Sint-Laureins-Berchem | Brabantsebaan 405                                                | 50° 47' 13" NB, 4° 12' 18" OL | 40673   | Woonstalhuis                                                                 |
| Hoeve in leem- en vakwerkbouw                                                |                        |                           | Sint-Laureins-Berchem | Brabantsebaan 426                                                | 50° 47' 10" NB, 4° 12' 24" OL | 40674   | Hoeve in leem- en vakwerkbouw                                                |
| Hoeve Hof ter Steenberg                                                      |                        |                           | Sint-Laureins-Berchem | Molenborrestraat 48                                              | 50° 47' 11" NB, 4° 11' 53" OL | 40675   | Hoeve Hof ter Steenberg                                                      |
| Kasteel Inkendael                                                            |                        |                           | Vlezenbeek            | Inkendaalstraat 1                                                | 50° 48' 13" NB, 4° 13' 23" OL | 40677   | Kasteel Inkendael                                                            |
| Kasteel Groenenberg                                                          |                        |                           | Vlezenbeek            | Konijnestraat 170-172                                            | 50° 48' 15" NB, 4° 12' 21" OL | 40678   | Kasteel Groenenberg                                                          |
| Hof te Nederloo                                                              | Monument               |                           | Vlezenbeek            | Postweg 265                                                      | 50° 48' 10" NB, 4° 12' 54" OL | 40679   | Hof te Nederloo                                                              |
| Gesloten hoeve Hof te Sobroek                                                |                        |                           | Vlezenbeek            | Postweg 43                                                       | 50° 48' 41" NB, 4° 14' 57" OL | 40680   | Gesloten hoeve Hof te Sobroek                                                |
| Hof te Kwadewegen of brouwerij Lindemans                                     |                        |                           | Vlezenbeek            | Lenniksebaan 1479                                                | 50° 48' 56" NB, 4° 12' 45" OL | 40682   | Hof te Kwadewegen of brouwerij Lindemans                                     |
| Baljuwhoeve                                                                  |                        |                           | Vlezenbeek            | Nederstraat 55                                                   | 50° 48' 18" NB, 4° 14' 24" OL | 40683   | Baljuwhoeve                                                                  |
| Gesloten hoeve Hof te Rome                                                   |                        |                           | Vlezenbeek            | Romestraat 1                                                     | 50° 49' 38" NB, 4° 13' 18" OL | 40688   | Gesloten hoeve Hof te Rome                                                   |
| Hoeve                                                                        |                        |                           | Vlezenbeek            | Rekerstraat 25                                                   | 50° 48' 9" NB, 4° 14' 16" OL  | 40689   | Hoeve                                                                        |
| Pastorie Sint-Lutgardisparochie                                              |                        | 1932                      | Sint-Pieters-Leeuw    | Arthur Quintusstraat 20                                          | 50° 47' 29" NB, 4° 16' 39" OL | 90721   | Pastorie Sint-Lutgardisparochie                                              |
| Parochiekerk Sint-Lutgardis                                                  |                        | 1965-1976 Frans De Groodt | Sint-Pieters-Leeuw    | Arthur Quintusstraat                                             | 50° 47' 30" NB, 4° 16' 39" OL | 90722   | Parochiekerk Sint-Lutgardis                                                  |
| Burgerhuizen                                                                 |                        |                           | Sint-Pieters-Leeuw    | Arthur Quintusstraat 41-43                                       | 50° 47' 29" NB, 4° 16' 37" OL | 90723   | Burgerhuizen                                                                 |
| Gekoppelde eengezinswoningen                                                 |                        |                           | Sint-Pieters-Leeuw    | Bergensesteenweg 143-145                                         | 50° 47' 59" NB, 4° 17' 19" OL | 90724   | Gekoppelde eengezinswoningen                                                 |
| Hoeve Hof Sint-Elooi                                                         |                        |                           | Sint-Pieters-Leeuw    | Bergensesteenweg 708-710                                         | 50° 45' 56" NB, 4° 15' 5" OL  | 90726   | Hoeve Hof Sint-Elooi                                                         |
| Moordkruis                                                                   |                        |                           | Sint-Pieters-Leeuw    | Bergensesteenweg 775                                             | 50° 45' 39" NB, 4° 15' 8" OL  | 90730   | Moordkruis                                                                   |
| Oude herberg met schuur                                                      |                        |                           | Sint-Pieters-Leeuw    | Bergensesteenweg 777                                             | 50° 45' 38" NB, 4° 15' 10" OL | 90731   | Oude herberg met schuur                                                      |
| Kapel Heilig Hart                                                            |                        |                           | Sint-Pieters-Leeuw    | Bergensesteenweg                                                 | 50° 45' 38" NB, 4° 15' 8" OL  | 90732   | Kapel Heilig Hart                                                            |
| Sint-Corneliuskapel                                                          |                        |                           | Sint-Pieters-Leeuw    | Brabantsebaan                                                    | 50° 45' 23" NB, 4° 13' 6" OL  | 90735   | Sint-Corneliuskapel                                                          |
| Gietijzeren wegwijzer                                                        | Monument               |                           | Sint-Pieters-Leeuw    | Brabantsebaan                                                    | 50° 46' 47" NB, 4° 12' 42" OL | 90736   | Gietijzeren wegwijzer                                                        |
| Herberg In de Blauw                                                          |                        |                           | Sint-Pieters-Leeuw    | Brabantsebaan 327                                                | 50° 46' 47" NB, 4° 12' 41" OL | 90737   | Herberg In de Blauw                                                          |
| Watertoren van 1933-1934                                                     |                        |                           | Sint-Pieters-Leeuw    | Brusselbaan 430                                                  | 50° 47' 44" NB, 4° 15' 9" OL  | 90738   | Watertoren van 1933-1934                                                     |
| U-vormige hoeve                                                              |                        |                           | Sint-Pieters-Leeuw    | Camille Leunensstraat 48                                         | 50° 47' 24" NB, 4° 16' 10" OL | 90739   | U-vormige hoeve                                                              |
| U-vormige hoeve                                                              |                        |                           | Sint-Pieters-Leeuw    | Camille Leunensstraat 59                                         | 50° 47' 24" NB, 4° 16' 5" OL  | 90740   | U-vormige hoeve                                                              |
| Villa                                                                        |                        |                           | Sint-Pieters-Leeuw    | Europalaan 2                                                     | 50° 46' 28" NB, 4° 14' 50" OL | 90741   | Villa                                                                        |
| U-vormige hoeve                                                              |                        |                           | Sint-Pieters-Leeuw    | Europalaan 122                                                   | 50° 45' 58" NB, 4° 15' 2" OL  | 90742   | U-vormige hoeve                                                              |
| Pijlerkapel Onze-Lieve-Vrouw en de Goede Herder                              |                        |                           | Sint-Pieters-Leeuw    | Frans Pickéstraat                                                | 50° 45' 53" NB, 4° 14' 28" OL | 90743   | Pijlerkapel Onze-Lieve-Vrouw en de Goede Herder                              |
| Begraafplaats                                                                |                        |                           | Sint-Pieters-Leeuw    | Galgstraat                                                       | 50° 47' 3" NB, 4° 15' 48" OL  | 90744   | Begraafplaats                                                                |
| Burgerhuizen in spiegelbeeld                                                 |                        |                           | Sint-Pieters-Leeuw    | Georges Wittouckstraat 8-10                                      | 50° 47' 33" NB, 4° 16' 54" OL | 90745   | Burgerhuizen in spiegelbeeld                                                 |
| Villa                                                                        |                        |                           | Sint-Pieters-Leeuw    | Georges Wittouckstraat 171                                       | 50° 47' 19" NB, 4° 16' 29" OL | 90746   | Villa                                                                        |
| Kapel Heilige Benedictus                                                     |                        |                           | Sint-Pieters-Leeuw    | Hemelrijkstraat                                                  | 50° 46' 51" NB, 4° 12' 59" OL | 90747   | Kapel Heilige Benedictus                                                     |
| Herberg In de Oude Smis van Mekingen                                         |                        |                           | Sint-Pieters-Leeuw    | Jan Baptist Cardijnstraat 10                                     | 50° 45' 51" NB, 4° 13' 42" OL | 90749   | Herberg In de Oude Smis van Mekingen                                         |
| Hoevecomplex                                                                 |                        |                           | Sint-Pieters-Leeuw    | Jan Baptist Cardijnstraat 18                                     | 50° 45' 48" NB, 4° 13' 41" OL | 90750   | Hoevecomplex                                                                 |
| Gesloten hoeve                                                               |                        |                           | Sint-Pieters-Leeuw    | Jan Baptist Troucheaustraat 33                                   | 50° 47' 22" NB, 4° 15' 52" OL | 90752   | Gesloten hoeve                                                               |
| Gesloten hoeve                                                               |                        |                           | Sint-Pieters-Leeuw    | Jan Vanderstraetenstraat 256                                     | 50° 47' 27" NB, 4° 16' 17" OL | 90753   | Gesloten hoeve                                                               |
| Kapel Onze-Lieve-Vrouw van Lourdes                                           |                        |                           | Sint-Pieters-Leeuw    | Joseph Depauwstraat                                              | 50° 46' 39" NB, 4° 14' 48" OL | 90756   | Kapel Onze-Lieve-Vrouw van Lourdes                                           |
| Personeelswoning van kasteel Coloma                                          |                        |                           | Sint-Pieters-Leeuw    | Joseph Depauwstraat 33                                           | 50° 46' 38" NB, 4° 14' 49" OL | 90757   | Personeelswoning van kasteel Coloma                                          |
| Personeelswoning van kasteel Coloma                                          |                        |                           | Sint-Pieters-Leeuw    | Joseph Depauwstraat 36                                           | 50° 46' 38" NB, 4° 14' 46" OL | 90758   | Personeelswoning van kasteel Coloma                                          |
| Personeelswoning van kasteel Coloma                                          |                        |                           | Sint-Pieters-Leeuw    | Joseph Depauwstraat 44-46                                        | 50° 46' 38" NB, 4° 14' 46" OL | 90759   | Personeelswoning van kasteel Coloma                                          |
| Dorpswoningen                                                                |                        |                           | Sint-Pieters-Leeuw    | Jules Sermonstraat 10-12                                         | 50° 46' 39" NB, 4° 14' 32" OL | 90760   | Dorpswoningen                                                                |
| Kasteel Rattendaal en Hof te Zellik                                          |                        |                           | Sint-Pieters-Leeuw    | Kasteelstraat 20, 44-48                                          | 50° 48' 0" NB, 4° 15' 28" OL  | 90762   | Kasteel Rattendaal en Hof te Zellik                                          |
| Schuur in leem- en vakwerkbouw                                               |                        |                           | Sint-Pieters-Leeuw    | Kasteelstraat 27                                                 | 50° 48' 3" NB, 4° 15' 22" OL  | 90763   | Schuur in leem- en vakwerkbouw                                               |
| Gesloten hoeve                                                               |                        |                           | Sint-Pieters-Leeuw    | Kerkhofstraat 27                                                 | 50° 47' 8" NB, 4° 15' 30" OL  | 90764   | Gesloten hoeve                                                               |
| U-vormige hoeve                                                              |                        |                           | Sint-Pieters-Leeuw    | Kerkhofstraat 44                                                 | 50° 47' 12" NB, 4° 15' 27" OL | 90765   | U-vormige hoeve                                                              |
| Neerhof van de priorij Klein Bijgaarden                                      |                        |                           | Sint-Pieters-Leeuw    | Klein-Bijgaardenstraat 21                                        | 50° 47' 59" NB, 4° 16' 56" OL | 90767   | Neerhof van de priorij Klein Bijgaarden                                      |
| Industrieel complex                                                          |                        |                           | Sint-Pieters-Leeuw    | Klein-Bijgaardenstraat 27                                        | 50° 47' 56" NB, 4° 16' 55" OL | 90768   | Industrieel complex                                                          |
| Burgerhuis                                                                   |                        |                           | Sint-Pieters-Leeuw    | Leon Kreperlaan 14                                               | 50° 48' 21" NB, 4° 17' 14" OL | 90770   | Burgerhuis                                                                   |
| Kapel Onze-Lieve-Vrouw van Lourdes                                           |                        |                           | Sint-Pieters-Leeuw    | Lotstraat                                                        | 50° 46' 40" NB, 4° 15' 28" OL | 90771   | Kapel Onze-Lieve-Vrouw van Lourdes                                           |
| Boerenwoning De Stulp                                                        |                        |                           | Sint-Pieters-Leeuw    | Mekingenweg 122                                                  | 50° 46' 12" NB, 4° 14' 8" OL  | 90772   | Boerenwoning De Stulp                                                        |
| Woonstalhuis met boomgaard                                                   |                        |                           | Sint-Pieters-Leeuw    | Oudenakenstraat 20                                               | 50° 46' 38" NB, 4° 13' 29" OL | 90774   | Woonstalhuis met boomgaard                                                   |
| Hoeve                                                                        |                        |                           | Sint-Pieters-Leeuw    | Pastorijstraat 1                                                 | 50° 46' 49" NB, 4° 14' 36" OL | 90776   | Hoeve                                                                        |
| Oud Gemeentehuis van Sint-Pieters-Leeuw                                      |                        |                           | Sint-Pieters-Leeuw    | Pastorijstraat 2                                                 | 50° 46' 47" NB, 4° 14' 38" OL | 90777   | Oud Gemeentehuis van Sint-Pieters-Leeuw                                      |
| Oorlogsmonument                                                              | Monument               |                           | Sint-Pieters-Leeuw    | Pastorijstraat                                                   | 50° 46' 47" NB, 4° 14' 38" OL | 90778   | Oorlogsmonument                                                              |
| Jongensschool                                                                |                        |                           | Sint-Pieters-Leeuw    | Pastorijstraat 4                                                 | 50° 46' 48" NB, 4° 14' 39" OL | 90779   | Jongensschool                                                                |
| Burgerhuis                                                                   |                        |                           | Sint-Pieters-Leeuw    | Pastorijstraat 5                                                 | 50° 46' 49" NB, 4° 14' 37" OL | 90780   | Burgerhuis                                                                   |
| Villa                                                                        |                        |                           | Sint-Pieters-Leeuw    | Pepingensesteenweg 20                                            | 50° 46' 28" NB, 4° 14' 45" OL | 90782   | Villa                                                                        |
| Semi-gesloten hoevecomplex                                                   |                        |                           | Sint-Pieters-Leeuw    | Pepingensesteenweg 190                                           | 50° 45' 57" NB, 4° 13' 42" OL | 90783   | Semi-gesloten hoevecomplex                                                   |
| Marchand de Bières                                                           |                        |                           | Sint-Pieters-Leeuw    | Petrus Basteleusstraat 43                                        | 50° 47' 12" NB, 4° 16' 27" OL | 90785   | Marchand de Bières                                                           |
| Gesloten hoevecomplex                                                        |                        |                           | Sint-Pieters-Leeuw    | Petrus Huysegomsstraat 21                                        | 50° 47' 45" NB, 4° 15' 45" OL | 90786   | Gesloten hoevecomplex                                                        |
| L-Vormig hoevecomplex                                                        |                        |                           | Sint-Pieters-Leeuw    | Pijnbroekstraat                                                  | 50° 45' 51" NB, 4° 14' 51" OL | 90787   | L-Vormig hoevecomplex                                                        |
| Hoevecomplex                                                                 |                        |                           | Sint-Pieters-Leeuw    | Rattendaal 23                                                    | 50° 48' 14" NB, 4° 15' 22" OL | 90790   | Hoevecomplex                                                                 |
| Herberg Den Hert                                                             |                        |                           | Sint-Pieters-Leeuw    | Rink 3, 4                                                        | 50° 46' 47" NB, 4° 14' 39" OL | 90792   | Herberg Den Hert                                                             |
| Herberg In het Lam                                                           |                        |                           | Sint-Pieters-Leeuw    | Rink 27                                                          | 50° 46' 43" NB, 4° 14' 34" OL | 90795   | Herberg In het Lam                                                           |
| Dorpswoning                                                                  |                        |                           | Sint-Pieters-Leeuw    | Rink 28                                                          | 50° 46' 43" NB, 4° 14' 34" OL | 90796   | Dorpswoning                                                                  |
| Herenhuis                                                                    |                        |                           | Sint-Pieters-Leeuw    | Rink 29                                                          | 50° 46' 43" NB, 4° 14' 35" OL | 90797   | Herenhuis                                                                    |
| Herberg 't Leeuwke                                                           |                        |                           | Sint-Pieters-Leeuw    | Rink 47                                                          | 50° 46' 47" NB, 4° 14' 37" OL | 90798   | Herberg 't Leeuwke                                                           |
| Burgerhuis Chalet des Roses                                                  |                        |                           | Sint-Pieters-Leeuw    | Ruisbroeksesteenweg 89                                           | 50° 47' 20" NB, 4° 17' 5" OL  | 90799   | Burgerhuis Chalet des Roses                                                  |
| Burgerhuis van 1922                                                          |                        |                           | Sint-Pieters-Leeuw    | Ruisbroeksesteenweg 110                                          | 50° 47' 18" NB, 4° 17' 10" OL | 90800   | Burgerhuis van 1922                                                          |
| Burgerhuizen in spiegelbeeldschema                                           |                        |                           | Sint-Pieters-Leeuw    | Ruisbroeksesteenweg 111-113                                      | 50° 47' 21" NB, 4° 17' 9" OL  | 90801   | Burgerhuizen in spiegelbeeldschema                                           |
| Hovenierswoning kasteel Coloma                                               |                        |                           | Sint-Pieters-Leeuw    | Sint-Sebastiaansstraat 12                                        | 50° 46' 40" NB, 4° 14' 55" OL | 90802   | Hovenierswoning kasteel Coloma                                               |
| Onderwijzerswoning en gemeenteschool                                         |                        |                           | Sint-Pieters-Leeuw    | Slesbroekstraat 44                                               | 50° 47' 57" NB, 4° 16' 26" OL | 90803   | Onderwijzerswoning en gemeenteschool                                         |
| Sint-Rochuskapel                                                             |                        |                           | Sint-Pieters-Leeuw    | Slesbroekstraat                                                  | 50° 47' 54" NB, 4° 16' 20" OL | 90804   | Sint-Rochuskapel                                                             |
| Gemeenteschool Den Top                                                       |                        |                           | Sint-Pieters-Leeuw    | Topstraat 15                                                     | 50° 46' 41" NB, 4° 14' 29" OL | 90805   | Gemeenteschool Den Top                                                       |
| Burgerhuis                                                                   |                        |                           | Sint-Pieters-Leeuw    | Topstraat 135                                                    | 50° 46' 30" NB, 4° 14' 4" OL  | 90806   | Burgerhuis                                                                   |
| Aaneengesloten hoevecomplex                                                  |                        |                           | Sint-Pieters-Leeuw    | Victor Maloustraat 66                                            | 50° 46' 11" NB, 4° 13' 36" OL | 90808   | Aaneengesloten hoevecomplex                                                  |
| Langgestrekte hoeve                                                          |                        |                           | Sint-Pieters-Leeuw    | Victor Maloustraat 68                                            | 50° 46' 10" NB, 4° 13' 34" OL | 90809   | Langgestrekte hoeve                                                          |
| Nieuw Kasteel van Rukkelingen                                                |                        |                           | Sint-Pieters-Leeuw    | Victor Maloustraat 69-71                                         | 50° 46' 8" NB, 4° 13' 44" OL  | 90810   | Nieuw Kasteel van Rukkelingen                                                |
| Zendstation                                                                  |                        |                           | Sint-Pieters-Leeuw    | Victor Maloustraat 80                                            | 50° 46' 4" NB, 4° 13' 27" OL  | 90811   | Zendstation                                                                  |
| Gesloten hoeve                                                               |                        |                           | Sint-Pieters-Leeuw    | Victor Nonnemanstraat 42-46                                      | 50° 47' 8" NB, 4° 14' 38" OL  | 90814   | Gesloten hoeve                                                               |
| Parochiekerk Sint-Stefanus                                                   |                        |                           | Sint-Pieters-Leeuw    | Weerstandsplein                                                  | 50° 48' 17" NB, 4° 17' 4" OL  | 90816   | Parochiekerk Sint-Stefanus                                                   |
| Kasteel Nieuwenhove                                                          |                        |                           | Sint-Pieters-Leeuw    | Zuundallaan 35                                                   | 50° 47' 9" NB, 4° 15' 5" OL   | 90817   | Kasteel Nieuwenhove                                                          |
| Kasteelhoeve Nieuwenhoven                                                    |                        |                           | Sint-Pieters-Leeuw    | Zuundallaan 37                                                   | 50° 47' 8" NB, 4° 15' 6" OL   | 90818   | Kasteelhoeve Nieuwenhoven                                                    |
| Pastorie Sint-Pieters-Bandenparochie                                         |                        |                           | Oudenaken             | Baasbergstraat 70                                                | 50° 46' 51" NB, 4° 11' 59" OL | 90820   | Pastorie Sint-Pieters-Bandenparochie                                         |
| School en gemeentehuis                                                       |                        |                           | Oudenaken             | Gaasbeekstraat 2                                                 | 50° 46' 50" NB, 4° 11' 53" OL | 90822   | School en gemeentehuis                                                       |
| Gietijzeren wegwijzer                                                        |                        |                           | Oudenaken             | Gaasbeekstraat                                                   | 50° 46' 50" NB, 4° 11' 53" OL | 90823   | Gietijzeren wegwijzer                                                        |
| Gesloten hoeve                                                               |                        |                           | Oudenaken             | Jan Vandersteenstraat 1                                          | 50° 46' 47" NB, 4° 11' 56" OL | 90824   | Gesloten hoeve                                                               |
| Dorpshoeve                                                                   |                        |                           | Oudenaken             | Jan Vandersteenstraat 5                                          | 50° 46' 41" NB, 4° 11' 55" OL | 90825   | Dorpshoeve                                                                   |
| U-vormige hoeve                                                              |                        |                           | Oudenaken             | Jan Vandersteenstraat 6                                          | 50° 46' 40" NB, 4° 11' 59" OL | 90826   | U-vormige hoeve                                                              |
| Hoeve met ommuurd voortuintje                                                |                        |                           | Oudenaken             | Pelikaanberg 40                                                  | 50° 46' 27" NB, 4° 11' 5" OL  | 90827   | Hoeve met ommuurd voortuintje                                                |
| Kapel Sint-Pieters-Banden                                                    |                        |                           | Oudenaken             | Pelikaanberg                                                     | 50° 46' 27" NB, 4° 11' 4" OL  | 90828   | Kapel Sint-Pieters-Banden                                                    |
| Kleine wegkapel                                                              |                        |                           | Oudenaken             | Schamelbeekstraat                                                | 50° 46' 41" NB, 4° 12' 0" OL  | 90829   | Kleine wegkapel                                                              |
| Burgerhuis                                                                   |                        |                           | Ruisbroek             | Boomkwekerijstraat 7                                             | 50° 47' 25" NB, 4° 17' 41" OL | 90830   | Burgerhuis                                                                   |
| Rijhuizen in repeterend schema                                               |                        |                           | Ruisbroek             | Boomkwekerijstraat 11-25                                         | 50° 47' 23" NB, 4° 17' 40" OL | 90831   | Rijhuizen in repeterend schema                                               |
| Vrijstaande dorpswoning                                                      |                        |                           | Ruisbroek             | Boomkwekerijstraat 27                                            | 50° 47' 22" NB, 4° 17' 39" OL | 90832   | Vrijstaande dorpswoning                                                      |
| Arbeiderswoningen in repeterend schema                                       |                        |                           | Ruisbroek             | Boomkwekerijstraat 35-43                                         | 50° 47' 19" NB, 4° 17' 37" OL | 90833   | Arbeiderswoningen in repeterend schema                                       |
| Burgerhuis van 1922                                                          |                        |                           | Ruisbroek             | Boomkwekerijstraat 45                                            | 50° 47' 19" NB, 4° 17' 36" OL | 90834   | Burgerhuis van 1922                                                          |
| Kasteel Hemelrijk en Vrije Basisschool Jan Ruusbroec                         |                        |                           | Ruisbroek             | Fabriekstraat 1B, 3                                              | 50° 47' 10" NB, 4° 17' 49" OL | 90835   | Kasteel Hemelrijk en Vrije Basisschool Jan Ruusbroec                         |
| Kapel Onze-Lieve-Vrouw van Vrede                                             |                        |                           | Ruisbroek             | Fabriekstraat                                                    | 50° 46' 53" NB, 4° 17' 22" OL | 90837   | Kapel Onze-Lieve-Vrouw van Vrede                                             |
| Gekoppelde eengezinswoningen                                                 |                        |                           | Ruisbroek             | Fabriekstraat 149-163, 167                                       | 50° 46' 53" NB, 4° 17' 21" OL | 90838   | Gekoppelde eengezinswoningen                                                 |
| Spoorwachterswoning                                                          |                        |                           | Ruisbroek             | Fabriekstraat 341                                                | 50° 46' 41" NB, 4° 17' 6" OL  | 90840   | Spoorwachterswoning                                                          |
| Semi-gesloten hoeve                                                          |                        |                           | Ruisbroek             | Groot-Bijgaardenstraat 252                                       | 50° 47' 37" NB, 4° 17' 37" OL | 90841   | Semi-gesloten hoeve                                                          |
| Begraafplaats                                                                |                        |                           | Ruisbroek             | Groot-Bijgaardenstraat                                           | 50° 47' 25" NB, 4° 17' 21" OL | 90842   | Begraafplaats                                                                |
| Modernistisch burgerhuis                                                     |                        |                           | Ruisbroek             | Jan Ruusbroecstraat 23-25                                        | 50° 47' 16" NB, 4° 17' 41" OL | 90844   | Modernistisch burgerhuis                                                     |
| Woning van toondichter Paul Gilson                                           |                        |                           | Ruisbroek             | Jan Ruusbroecstraat 45                                           | 50° 47' 14" NB, 4° 17' 41" OL | 90845   | Woning van toondichter Paul Gilson                                           |
| Dorpswoning                                                                  |                        |                           | Ruisbroek             | Karel Gilsonstraat 4                                             | 50° 47' 22" NB, 4° 17' 52" OL | 90846   | Dorpswoning                                                                  |
| Halfvrijstaand burgerhuis                                                    |                        |                           | Ruisbroek             | Karel Gilsonstraat 11                                            | 50° 47' 22" NB, 4° 17' 55" OL | 90847   | Halfvrijstaand burgerhuis                                                    |
| Vrijstaand burgerhuis                                                        |                        |                           | Ruisbroek             | Karel Gilsonstraat 13                                            | 50° 47' 21" NB, 4° 17' 55" OL | 90848   | Vrijstaand burgerhuis                                                        |
| Kasteel De Helle                                                             | Monument               |                           | Ruisbroek             | Karel Gilsonstraat 15                                            | 50° 47' 19" NB, 4° 17' 56" OL | 90849   | Kasteel De Helle                                                             |
| Personeelswoning kasteel De Helle                                            | duiventoren (monument) |                           | Ruisbroek             | Karel Gilsonstraat 17-19                                         | 50° 47' 17" NB, 4° 17' 53" OL | 90850   | Personeelswoning kasteel De Helle                                            |
| Parochiekerk Jan Ruusbroec en Onze-Lieve-Vrouw                               |                        | 1896 Henri Jacobs         | Ruisbroek             | Kerkplein                                                        | 50° 47' 24" NB, 4° 17' 53" OL | 90851   | Parochiekerk Jan Ruusbroec en Onze-Lieve-Vrouw                               |
| Monument voor de gesneuvelden                                                |                        |                           | Ruisbroek             | Kerkplein                                                        | 50° 47' 24" NB, 4° 17' 52" OL | 90852   | Monument voor de gesneuvelden                                                |
| Burgerhuis                                                                   |                        |                           | Ruisbroek             | Kerkplein 34                                                     | 50° 47' 23" NB, 4° 17' 52" OL | 90854   | Burgerhuis                                                                   |
| Pastorie Jan Ruusbroec en Onze-Lieve-Vrouwparochie                           |                        | Henri Jacobs              | Ruisbroek             | Kerkplein 38                                                     | 50° 47' 23" NB, 4° 17' 50" OL | 90855   | Pastorie Jan Ruusbroec en Onze-Lieve-Vrouwparochie                           |
| Dorpswoningen                                                                |                        |                           | Ruisbroek             | Kerkplein 40, 41                                                 | 50° 47' 24" NB, 4° 17' 50" OL | 90856   | Dorpswoningen                                                                |
| Xaverianenzaal, naderhand parochiehuis                                       |                        |                           | Ruisbroek             | Karel Gilsonstraat 12B (Kerkstraat 31)                           | 50° 47' 19" NB, 4° 17' 51" OL | 90857   | Xaverianenzaal, naderhand parochiehuis                                       |
| Burgerhuis                                                                   |                        |                           | Ruisbroek             | Kerkstraat 65                                                    | 50° 47' 16" NB, 4° 17' 49" OL | 90858   | Burgerhuis                                                                   |
| Burgerhuis                                                                   |                        |                           | Ruisbroek             | Kerkstraat 66                                                    | 50° 47' 17" NB, 4° 17' 45" OL | 90859   | Burgerhuis                                                                   |
| Burgerhuis                                                                   |                        |                           | Ruisbroek             | Kerkstraat 70                                                    | 50° 47' 16" NB, 4° 17' 47" OL | 90860   | Burgerhuis                                                                   |
| Directeurswoning Moulins de Ruysbroeck                                       |                        |                           | Ruisbroek             | Meerweg 93                                                       | 50° 47' 12" NB, 4° 17' 22" OL | 90861   | Directeurswoning Moulins de Ruysbroeck                                       |
| Graanmaalderij Moulins de Ruysbroeck                                         |                        |                           | Ruisbroek             | Meerweg 95-97                                                    | 50° 47' 10" NB, 4° 17' 21" OL | 90862   | Graanmaalderij Moulins de Ruysbroeck                                         |
| Sociale woningbouw van 1929                                                  |                        |                           | Ruisbroek             | Pieter Cornelisstraat 9-47, 53-77, Jan Ruusbroecstraat 1-9, 2-10 | 50° 47' 18" NB, 4° 17' 38" OL | 90863   | Sociale woningbouw van 1929                                                  |
| Meisjesschool                                                                |                        |                           | Ruisbroek             | Schoolstraat 12-14                                               | 50° 47' 5" NB, 4° 17' 33" OL  | 90865   | Meisjesschool                                                                |
| Reeks gelijkaardige woningen                                                 |                        |                           | Ruisbroek             | Stationsstraat 49-53                                             | 50° 47' 25" NB, 4° 17' 44" OL | 90866   | Reeks gelijkaardige woningen                                                 |
| Kapel                                                                        |                        |                           | Ruisbroek             | Vaartstraat                                                      | 50° 47' 4" NB, 4° 17' 10" OL  | 90867   | Kapel                                                                        |
| Blekerij van linnenweverij Rey-Ainé                                          |                        |                           | Ruisbroek             | Wandelingstraat 50                                               | 50° 47' 3" NB, 4° 17' 52" OL  | 90868   | Blekerij van linnenweverij Rey-Ainé                                          |
| Nieuwe Weverij van linnenweverij Rey-Ainé                                    |                        |                           | Ruisbroek             | Weverijstraat 3                                                  | 50° 47' 3" NB, 4° 17' 44" OL  | 90869   | Nieuwe Weverij van linnenweverij Rey-Ainé                                    |
| Arbeiderswoningen                                                            |                        |                           | Ruisbroek             | Wittehoedstraat 1C, 2-22, 3-23                                   | 50° 47' 41" NB, 4° 17' 55" OL | 90870   | Arbeiderswoningen                                                            |
| Langgestrekte hoeve                                                          |                        |                           | Sint-Laureins-Berchem | Brabantsebaan 378                                                | 50° 47' 0" NB, 4° 12' 36" OL  | 90871   | Langgestrekte hoeve                                                          |
| Hoeve                                                                        |                        |                           | Sint-Laureins-Berchem | Brabantsebaan 444                                                | 50° 47' 15" NB, 4° 12' 19" OL | 90874   | Hoeve                                                                        |
| Woonstalhuis                                                                 |                        |                           | Sint-Laureins-Berchem | Brabantsebaan 458                                                | 50° 47' 21" NB, 4° 12' 21" OL | 90875   | Woonstalhuis                                                                 |
| Wegkapel van 1942                                                            |                        |                           | Sint-Laureins-Berchem | Brabantsebaan                                                    | 50° 47' 25" NB, 4° 12' 19" OL | 90876   | Wegkapel van 1942                                                            |
| Gietijzeren wegwijzer                                                        | Monument               |                           | Sint-Laureins-Berchem | Molenborrestraat                                                 | 50° 47' 21" NB, 4° 12' 19" OL | 90877   | Gietijzeren wegwijzer                                                        |
| Wegkapel Onze-Lieve-Vrouw                                                    |                        |                           | Sint-Laureins-Berchem | Molenborrestraat                                                 | 50° 47' 15" NB, 4° 12' 4" OL  | 90878   | Wegkapel Onze-Lieve-Vrouw                                                    |
| Gemeentehuis van Sint-Laureins-Berchem, gemeenteschool en onderwijzerswoning |                        |                           | Sint-Laureins-Berchem | Molenborrestraat 34-36                                           | 50° 47' 15" NB, 4° 12' 1" OL  | 90879   | Gemeentehuis van Sint-Laureins-Berchem, gemeenteschool en onderwijzerswoning |
| Gietijzeren wegwijzer                                                        |                        |                           | Sint-Laureins-Berchem | Molenborrestraat                                                 | 50° 47' 10" NB, 4° 11' 36" OL | 90881   | Gietijzeren wegwijzer                                                        |
| Herberg In het Molenhuis                                                     |                        |                           | Sint-Laureins-Berchem | Molenstraat 2                                                    | 50° 47' 10" NB, 4° 12' 0" OL  | 90882   | Herberg In het Molenhuis                                                     |
| Wegkapel, gedateerd 1873                                                     |                        |                           | Sint-Laureins-Berchem | Postweg                                                          | 50° 47' 27" NB, 4° 11' 47" OL | 90883   | Wegkapel, gedateerd 1873                                                     |
| Gesloten hoeve                                                               |                        |                           | Sint-Laureins-Berchem | Postweg 399                                                      | 50° 47' 27" NB, 4° 11' 49" OL | 90884   | Gesloten hoeve                                                               |
| Boerenwoning van 1879                                                        |                        |                           | Vlezenbeek            | Appelboomstraat 180                                              | 50° 47' 53" NB, 4° 12' 57" OL | 90893   | Boerenwoning van 1879                                                        |
| Veldkapel van 1955                                                           |                        |                           | Vlezenbeek            | Domstraat                                                        | 50° 48' 35" NB, 4° 15' 18" OL | 90894   | Veldkapel van 1955                                                           |
| Parochiekerk Onze-Lieve-Vrouw                                                | Monument               |                           | Vlezenbeek            | Dorp                                                             | 50° 48' 20" NB, 4° 13' 60" OL | 90895   | Parochiekerk Onze-Lieve-Vrouw                                                |
| Dorpswoning                                                                  |                        |                           | Vlezenbeek            | Dorp 22                                                          | 50° 48' 16" NB, 4° 14' 6" OL  | 90896   | Dorpswoning                                                                  |
| Pastorie Onze-Lieve-Vrouw van 1895                                           |                        |                           | Vlezenbeek            | Dorp 43                                                          | 50° 48' 15" NB, 4° 13' 59" OL | 90897   | Pastorie Onze-Lieve-Vrouw van 1895                                           |
| Dorpswoningen van 1903                                                       |                        |                           | Vlezenbeek            | Dorp 49                                                          | 50° 48' 20" NB, 4° 13' 57" OL | 90898   | Dorpswoningen van 1903                                                       |
| Gemeentehuis van Vlezenbeek                                                  | Monument               |                           | Vlezenbeek            | Gemeenteplein 1                                                  | 50° 48' 28" NB, 4° 13' 54" OL | 90899   | Gemeentehuis van Vlezenbeek                                                  |
| Hoeve                                                                        |                        |                           | Vlezenbeek            | Hemelrijkstraat 31                                               | 50° 47' 43" NB, 4° 12' 43" OL | 90900   | Hoeve                                                                        |
| Grot Onze-Lieve-Vrouw van Lourdes                                            |                        |                           | Vlezenbeek            | Kamstraat                                                        | 50° 48' 4" NB, 4° 13' 31" OL  | 90903   | Grot Onze-Lieve-Vrouw van Lourdes                                            |
| Pijlerkapel                                                                  |                        |                           | Vlezenbeek            | Klein-Nederstraat                                                | 50° 48' 34" NB, 4° 14' 33" OL | 90904   | Upload foto                                                                  |
| Veldkapel Heilige Barbara                                                    |                        |                           | Vlezenbeek            | Kleine Schreinweg                                                | 50° 48' 21" NB, 4° 13' 52" OL | 90905   | Veldkapel Heilige Barbara                                                    |
| Ongelukskruis                                                                |                        |                           | Vlezenbeek            | Konijnestraat                                                    | 50° 48' 37" NB, 4° 13' 34" OL | 90906   | Ongelukskruis                                                                |
| Langgestrekte hoeve                                                          |                        |                           | Vlezenbeek            | Laudinnestraat 55                                                | 50° 48' 9" NB, 4° 13' 52" OL  | 90908   | Langgestrekte hoeve                                                          |
| Landhuis                                                                     |                        |                           | Vlezenbeek            | Lenniksebaan 1081                                                | 50° 49' 2" NB, 4° 14' 56" OL  | 90909   | Landhuis                                                                     |
| Hoevecomplex met boomgaard                                                   |                        |                           | Vlezenbeek            | Nederstraat 44                                                   | 50° 48' 17" NB, 4° 14' 17" OL | 90911   | Hoevecomplex met boomgaard                                                   |
| Obbeekhof                                                                    |                        |                           | Vlezenbeek            | Obbeekstraat 30                                                  | 50° 47' 56" NB, 4° 13' 7" OL  | 90913   | Obbeekhof                                                                    |
| Burgerhuis, gedateerd 1868                                                   |                        |                           | Vlezenbeek            | Pedestraat 25-27                                                 | 50° 48' 35" NB, 4° 13' 45" OL | 90914   | Burgerhuis, gedateerd 1868                                                   |
| Kapel Onze-Lieve-Vrouw van Vlezenbeek                                        |                        |                           | Vlezenbeek            | Pedestraat                                                       | 50° 48' 56" NB, 4° 13' 25" OL | 90915   | Kapel Onze-Lieve-Vrouw van Vlezenbeek                                        |
| Openluchtschool                                                              |                        |                           | Vlezenbeek            | Postweg 24                                                       | 50° 48' 46" NB, 4° 14' 56" OL | 90916   | Openluchtschool                                                              |
| Wegkapel                                                                     |                        |                           | Vlezenbeek            | Postweg                                                          | 50° 48' 43" NB, 4° 14' 58" OL | 90917   | Wegkapel                                                                     |
| Kapel Onze-Lieve-Vrouw ter Nood                                              |                        |                           | Vlezenbeek            | Postweg                                                          | 50° 48' 32" NB, 4° 14' 3" OL  | 90919   | Kapel Onze-Lieve-Vrouw ter Nood                                              |
| Onderwijzerswoning                                                           |                        |                           | Vlezenbeek            | Postweg 155                                                      | 50° 48' 26" NB, 4° 13' 51" OL | 90920   | Upload foto                                                                  |
| Hoevecomplex                                                                 |                        |                           | Vlezenbeek            | Postweg 163-169                                                  | 50° 48' 23" NB, 4° 13' 52" OL | 90921   | Hoevecomplex                                                                 |
| Portierswoning 't Huizeke van Toen                                           |                        |                           | Vlezenbeek            | Postweg 231                                                      | 50° 48' 21" NB, 4° 13' 29" OL | 90922   | Portierswoning 't Huizeke van Toen                                           |
| Hoevecomplex                                                                 |                        |                           | Vlezenbeek            | Postweg 246                                                      | 50° 48' 18" NB, 4° 12' 58" OL | 90923   | Hoevecomplex                                                                 |
| Herberg Auberge Le St Esprit                                                 |                        |                           | Vlezenbeek            | Postweg 250                                                      | 50° 48' 16" NB, 4° 12' 58" OL | 90924   | Herberg Auberge Le St Esprit                                                 |
| Langgestrekte hoeve                                                          |                        |                           | Vlezenbeek            | Postweg 256                                                      | 50° 48' 14" NB, 4° 12' 56" OL | 90925   | Langgestrekte hoeve                                                          |
| Neerhoeve Hof te Nederloo                                                    |                        |                           | Vlezenbeek            | Postweg 267                                                      | 50° 48' 10" NB, 4° 12' 52" OL | 90927   | Neerhoeve Hof te Nederloo                                                    |
| Kleine hoeve                                                                 |                        |                           | Vlezenbeek            | Rekerstraat 12                                                   | 50° 48' 13" NB, 4° 14' 12" OL | 90928   | Kleine hoeve                                                                 |
| Wegkapel Onze-Lieve-Vrouw van Halle                                          |                        |                           | Vlezenbeek            | Rekerstraat                                                      | 50° 48' 7" NB, 4° 14' 14" OL  | 90930   | Wegkapel Onze-Lieve-Vrouw van Halle                                          |
| Burgerhuizen in spiegelbeeld                                                 |                        |                           | Vlezenbeek            | Schaliestraat 22-24                                              | 50° 48' 21" NB, 4° 13' 56" OL | 90932   | Burgerhuizen in spiegelbeeld                                                 |
| Semi-gesloten hoeve Leeghof                                                  |                        |                           | Vlezenbeek            | Steenbergstraat 7                                                | 50° 48' 40" NB, 4° 15' 19" OL | 90934   | Semi-gesloten hoeve Leeghof                                                  |
| Dorpswoning                                                                  | verbouwd               |                           | Vlezenbeek            | Vlezenbeeklaan 146                                               | 50° 48' 17" NB, 4° 14' 8" OL  | 90935   | Dorpswoning                                                                  |
| Lourdesgrot                                                                  |                        |                           | Vlezenbeek            | Zeypestraat                                                      | 50° 48' 23" NB, 4° 14' 14" OL | 90936   | Lourdesgrot                                                                  |
| Sluis 9 en bijhorende brug                                                   |                        |                           | Ruisbroek             | Sasplein                                                         | 50° 47' 24" NB, 4° 17' 35" OL | 201006  | Sluis 9 en bijhorende brug                                                   |
| Reclamemuurschildering voor Vigor                                            |                        |                           | Sint-Pieters-Leeuw    | Rink 23                                                          |                               | 217083  | Upload foto                                                                  |

### Bouwkundige gehelen
| Object        | Erfgoedstatus? | Bouwjaar of architect | Deelgemeente       | Adres                                                                                | Coördinaten | Nummer? | Afbeelding    |
| ------------- | -------------- | --------------------- | ------------------ | ------------------------------------------------------------------------------------ | ----------- | ------- | ------------- |
| Tuinwijk Zuun |                |                       | Sint-Pieters-Leeuw | Bergensesteenweg 431-465, Jan Baptist Rampelbergstraat 1-5, Tuinwijk Zuun 1-73, 2-56 |             | 125371  | Tuinwijk Zuun |